# Sellos de los Juegos Olímpicos de Londres 2012
Los sellos de los Juegos Olímpicos de Londres 2012 son los sellos postales emitidos por las administraciones postales de los países y territorios afiliados a la Unión Postal Universal que tienen como tema central en su diseño los XXX Juegos Olímpicos celebrados en Londres (Reino Unido) entre el 27 de julio y el 12 de agosto de 2012.

## Relación de sellos

### País anfitrión (Reino UnidoReino Unido)
| Fecha de emisión        | Nombre del sello (descripción) | Dimensiones (mm)        | Valor facial (en GBP) |
| ----------------------- | --- | ----------------------- | --------------------- |
| 05.08.2005              | «Londres 2012 – Ciudad sede» (HB) Diseños que representan atletas de diferentes deportes: 1) Un deportista celebrando la victoria                                                  | 41,0 x 30,0 (115 x 105) | 1st                   |
| 05.08.2005              | 2) Atletismo (lanzamiento de jabalina) | 41,0 x 30,0 (115 x 105) | 1st                   |
| 05.08.2005              | 3) Natación | 41,0 x 30,0 (115 x 105) | 1st                   |
| 05.08.2005              | 4) Atletismo (carrera de velocidad) | 41,0 x 30,0 (115 x 105) | 1st                   |
| 05.08.2005              | 5) Baloncesto | 41,0 x 30,0 (115 x 105) | 1st                   |
| 22.08.2008              | «El traspaso de la bandera olímpica de Pekín a Londres» 1) El Estadio Nacional de Pekín (HB)                                                                                       | 33,0 x 33,0 (160 x 200) | 1st                   |
| 22.08.2008              | 2) El London Eye, la noria gigante de la capital británica | 33,0 x 33,0 (160 x 200) | 1st                   |
| 22.08.2008              | 3) Una vista de la Torre de Londres | 33,0 x 33,0 (160 x 200) | 1st                   |
| 22.08.2008              | 4) Una torre de la Ciudad Prohibida de Pekín | 33,0 x 33,0 (160 x 200) | 1st                   |
| 22.10.2009              | «Los Juegos Olímpicos y Paralímpicos – Deportes I» Ilustraciones que representan los diferentes deportes olímpicos: 1) Piragüismo en eslalon                                       | 35,0 x 35,0             | 1st                   |
| 22.10.2009              | 2) Tiro con arco | 35,0 x 35,0             | 1st                   |
| 22.10.2009              | 3) Atletismo en pista | 35,0 x 35,0             | 1st                   |
| 22.10.2009              | 4) Natación | 35,0 x 35,0             | 1st                   |
| 22.10.2009              | 5) Boccia | 35,0 x 35,0             | 1st                   |
| 22.10.2009              | 6) Yudo | 35,0 x 35,0             | 1st                   |
| 22.10.2009              | 7) Hípica | 35,0 x 35,0             | 1st                   |
| 22.10.2009              | 8) Bádminton | 35,0 x 35,0             | 1st                   |
| 22.10.2009              | 9) Halterofilia | 35,0 x 35,0             | 1st                   |
| 22.10.2009              | 10) Baloncesto | 35,0 x 35,0             | 1st                   |
| 27.07.2010              | «Los Juegos Olímpicos y Paralímpicos – Deportes II» Ilustraciones que representan diferentes deportes olímpicos: 1) Remo                                                           | 35,0 x 35,0             | 1st                   |
| 27.07.2010              | 2) Tiro | 35,0 x 35,0             | 1st                   |
| 27.07.2010              | 3) Pentatlón moderno | 35,0 x 35,0             | 1st                   |
| 27.07.2010              | 4) Taekwondo | 35,0 x 35,0             | 1st                   |
| 27.07.2010              | 5) Ciclismo | 35,0 x 35,0             | 1st                   |
| 27.07.2010              | 6) Tenis de mesa | 35,0 x 35,0             | 1st                   |
| 27.07.2010              | 7) Hockey sobre hierba | 35,0 x 35,0             | 1st                   |
| 27.07.2010              | 8) Fútbol | 35,0 x 35,0             | 1st                   |
| 27.07.2010              | 9) Golbol | 35,0 x 35,0             | 1st                   |
| 27.07.2010              | 10) Boxeo | 35,0 x 35,0             | 1st                   |
| 27.07.2011              | «Los Juegos Olímpicos y Paralímpicos – Deportes III» Ilustraciones que representan diferentes deportes olímpicos: 1) Tenis en silla de ruedas                                      | 35,0 x 35,0             | 1st                   |
| 27.07.2011              | 2) Esgrima | 35,0 x 35,0             | 1st                   |
| 27.07.2011              | 3) Gimnasia | 35,0 x 35,0             | 1st                   |
| 27.07.2011              | 4) Triatlón | 35,0 x 35,0             | 1st                   |
| 27.07.2011              | 5) Balonmano | 35,0 x 35,0             | 1st                   |
| 27.07.2011              | 6) Vela paralímpica | 35,0 x 35,0             | 1st                   |
| 27.07.2011              | 7) Atletismo en campo | 35,0 x 35,0             | 1st                   |
| 27.07.2011              | 8) Voleibol | 35,0 x 35,0             | 1st                   |
| 27.07.2011              | 9) Rugby en silla de ruedas | 35,0 x 35,0             | 1st                   |
| 27.07.2011              | 10) Lucha | 35,0 x 35,0             | 1st                   |
| 05.01.2012              | «Los Juegos Olímpicos de Londres 2012» 1) El logotipo de los Juegos en color naranja                                                                                               | 20,0 x 24,0             | 1st                   |
| 05.01.2012              | 2) El logotipo de los Juegos en color azul celeste | 20,0 x 24,0             | Worldwide up to 20g   |
| 27.07.2012              | «Bienvenido a los Juegos Olímpicos» (HB) Cada sello muestra un deporte y una atracción turística de Londres, además del logotipo de los Juegos: 1) Esgrima y el Puente de la Torre | 60,0 x 30,0 (192 x 74)  | 1st                   |
| 27.07.2012              | 2) Atletismo y el Estadio Olímpico | 60,0 x 30,0 (192 x 74)  | 1st                   |
| 27.07.2012              | 3) Ciclismo en pista y la noria London Eye | 60,0 x 30,0 (192 x 74)  | 1,28                  |
| 27.07.2012              | 4) Saltos y el museo Tate Modern | 60,0 x 30,0 (192 x 74)  | 1,28                  |
| 02.08.2012 - 13.08.2012 | «Equipo del Reino Unido – Ganadores de medalla de oro» 1) Helen Glover y Heather Stanning remo (dos sin timonel)                                                                   |                         | 1st                   |
| 02.08.2012 - 13.08.2012 | 2) Bradley Wiggins en ciclismo en ruta (contrarreloj) |                         | 1st                   |
| 02.08.2012 - 13.08.2012 | 3) Peter Robert Wilson en tiro (foso doble) |                         | 1st                   |
| 02.08.2012 - 13.08.2012 | 4) Tim Baillie y Etienne Stott en piragüismo en eslalon (C-2) |                         | 1st                   |
| 02.08.2012 - 13.08.2012 | 5) Philip Hindes, Chris Hoy y Jason Kenny en ciclismo en pista (velocidad por equipos)                                                                                             |                         | 1st                   |
| 02.08.2012 - 13.08.2012 | 6) Anna Watkins y Katherine Grainger en remo (doble scull) |                         | 1st                   |
| 02.08.2012 - 13.08.2012 | 7) Edward Clancy, Thomas Geraint, Steven Burke y Peter Kennaugh en ciclismo en pista (persecución por equipos)                                                                     |                         | 1st                   |
| 02.08.2012 - 13.08.2012 | 8) Victoria Pendleton en ciclismo en pista (keirin) |                         | 1st                   |
| 02.08.2012 - 13.08.2012 | 9) Alex Gregory, Pete Reed, Tom James y Andrew Triggs Hodge en remo (cuatro sin timonel)                                                                                           |                         | 1st                   |
| 02.08.2012 - 13.08.2012 | 10) Katherine Copeland y Sophie Hosking en remo (doble scull ligero) |                         | 1st                   |
| 02.08.2012 - 13.08.2012 | 11) Danielle King, Laura Trott y Joanna Rowsell en ciclismo en pista (persecución por equipos)                                                                                     |                         | 1st                   |
| 02.08.2012 - 13.08.2012 | 12) Jessica Ennis en atletismo (heptatlón) |                         | 1st                   |
| 02.08.2012 - 13.08.2012 | 13) Greg Rutherford en atletismo (salto de longitud) |                         | 1st                   |
| 02.08.2012 - 13.08.2012 | 14) Mohamed Farah en atletismo (10 000 m) |                         | 1st                   |
| 02.08.2012 - 13.08.2012 | 15) Ben Ainslie en vela (finn) |                         | 1st                   |
| 02.08.2012 - 13.08.2012 | 16) Andy Murray en tenis (individual masculino) |                         | 1st                   |
| 02.08.2012 - 13.08.2012 | 17) Nick Skelton, Ben Maher, Scott Brash y Peter Charles en hípica (saltos por equipos)                                                                                            |                         | 1st                   |
| 02.08.2012 - 13.08.2012 | 18) Jason Kenny en ciclismo en pista (velocidad ind.) |                         | 1st                   |
| 02.08.2012 - 13.08.2012 | 19) Alistair Brownlee en triatlón |                         | 1st                   |
| 02.08.2012 - 13.08.2012 | 20) Carl Hester, Laura Bechtolsheimer y Charlotte Dujardin en Hípica (doma por equipos)                                                                                            |                         | 1st                   |
| 02.08.2012 - 13.08.2012 | 21) Laura Trott en ciclismo en pista (omnium) |                         | 1st                   |
| 02.08.2012 - 13.08.2012 | 22) Chris Hoy en ciclismo en pista (keirin) |                         | 1st                   |
| 02.08.2012 - 13.08.2012 | 23) Charlotte Dujardin en hípica (doma ind.) |                         | 1st                   |
| 02.08.2012 - 13.08.2012 | 24) Nicola Adams en boxeo (51 kg) |                         | 1st                   |
| 02.08.2012 - 13.08.2012 | 25) Jade Jones en taekwondo (57 kg) |                         | 1st                   |
| 02.08.2012 - 13.08.2012 | 26) Edward McKeever en piragüismo (K1 200 m) |                         | 1st                   |
| 02.08.2012 - 13.08.2012 | 27) Mohamed Farah en atletismo (5000 m) |                         | 1st                   |
| 02.08.2012 - 13.08.2012 | 28) Luke Campbell en boxeo (–56 kg) |                         | 1st                   |
| 02.08.2012 - 13.08.2012 | 29) Anthony Joshua en boxeo (+91 kg) |                         | 1st                   |
| 27.09.2012              | «Memorias de los Juegos» (HB) 1) Unos voluntarios enfrente del Estadio Olímpico | 60,0 x 30,0 (192 x 74)  | 1st                   |
| 27.09.2012              | 2) Una imagen de la ceremonia de clausura de los Juegos Olímpicos de Londres 2012                                                                                                  | 60,0 x 30,0 (192 x 74)  | 1,28                  |
| 27.09.2012              | 3) Procesión de atletas en la ceremonia de apertura de los Juegos Paralímpicos de Londres 2012                                                                                     | 60,0 x 30,0 (192 x 74)  | 1st                   |
| 27.09.2012              | 4) Vista del estadio durante la ceremonia de apertura de los Juegos Paralímpicos de Londres 2012                                                                                   | 60,0 x 30,0 (192 x 74)  | 1,28                  |

### Resto de países
| País                     | Fecha de emisión | Descripción | Dimensiones (mm)        | Valor facial (en moneda nacional) |
| ------------------------ | ---------------- | --- | ----------------------- | --------------------------------- |
| África                   |                  | |                         |                                   |
| Argelia                  | 26.06.2012       | 1) Yudo y el London Eye | 36,0 x 26,0             | 15,00 DZD                         |
| Argelia                  | 26.06.2012       | 2) Remo y el Puente de la Torre | 26,0 x 36,0             | 38,00 DZD                         |
| Burundi                  | 15.10.2012       | 1) Yudo (HB) |                         | 1180 BIF                          |
| Burundi                  | 15.10.2012       | 2) Fútbol | 1190 BIF                |                                   |
| Burundi                  | 15.10.2012       | 3) Tenis de mesa | 3000 BIF                |                                   |
| Burundi                  | 15.10.2012       | 4) Ciclismo en ruta | 3000 BIF                |                                   |
| Burundi                  | 15.10.2012       | 5) Natación (HB) |                         | 7500 BIF                          |
| República Centroafricana | 27.12.2011       | 1) Boxeo (HB) La hoja bloque muestra un dibujo de ciclismo BMX |                         | 1000 XAF                          |
| República Centroafricana | 27.12.2011       | 2) Taekwondo |                         | 1000 XAF                          |
| República Centroafricana | 27.12.2011       | 3) Tiro con arco |                         | 1000 XAF                          |
| República Centroafricana | 27.12.2011       | 4) Hípica (HB) La hoja bloque muestra dibujos de atletismo, fútbol y gimnasia rítmica |                         | 2700 XAF                          |
| Egipto                   | 27.07.2012       | 1) El logotipo de los Juegos | 30,0 x 50,0             | 2,50 EGP                          |
| Egipto                   | 27.07.2012       | 2) Atletismo | 30,0 x 50,0             | 2,50 EGP                          |
| Egipto                   | 27.07.2012       | 3) Ciclismo | 30,0 x 50,0             | 2,50 EGP                          |
| Egipto                   | 27.07.2012       | 4) Baloncesto | 30,0 x 50,0             | 2,50 EGP                          |
| Egipto                   | 27.07.2012       | 5) Fútbol | 30,0 x 50,0             | 2,50 EGP                          |
| Ghana                    | 21.08.2012       | Dibujos alusivos a cuatro deportes: 1) Baloncesto (HB) |                         | 1,50 GHC                          |
| Ghana                    | 21.08.2012       | 2) Tenis de mesa (HB) |                         | 1,50 GHC                          |
| Ghana                    | 21.08.2012       | 3) Natación sincronizada (HB) |                         | 1,50 GHC                          |
| Ghana                    | 21.08.2012       | 4) Ciclismo (HB) |                         | 1,50 GHC                          |
| Guinea-Bisáu             | 10.04.2012       | 1) Boxeo |                         | 1000 XOF                          |
| Guinea-Bisáu             | 10.04.2012       | 2) Fútbol |                         | 1000 XOF                          |
| Guinea-Bisáu             | 10.04.2012       | 3) Taekwondo |                         | 1000 XOF                          |
| Guinea-Bisáu             | 10.04.2012       | 4) Tenis |                         | 1000 XOF                          |
| Guinea-Bisáu             | 10.04.2012       | 5) Taekwondo (HB) |                         | 3000 XOF                          |
| Guinea-Bisáu             | 10.04.2012       | 6) Pictograma de taekwondo (HB) |                         | 3100 XOF                          |
| Liberia                  | 30.05.2012       | 1) Atletismo (HB) |                         | 60,00 LRD                         |
| Liberia                  | 30.05.2012       | 2) Natación |                         | 60,00 LRD                         |
| Liberia                  | 30.05.2012       | 3) Halterofilia |                         | 60,00 LRD                         |
| Liberia                  | 30.05.2012       | 4) Piragüismo |                         | 60,00 LRD                         |
| Marruecos                | 17.08.2012       | 1) Atletismo | 40,0 x 30,0             | 8,40 MAD                          |
| Namibia                  | 16.04.2012       | 1) Tiro al plato y la leyenda "Getting there" (HB) La hoja bloque se reproduce el logotipo de los Juegos y los emblemas del Comité Olímpico de Namibia y del Comité Paralímpico de Namibia                                             |                         | 2,90 NAD                          |
| Namibia                  | 16.04.2012       | 2) Atletismo y la leyenda "For our country" |                         | 4,80 NAD                          |
| Namibia                  | 16.04.2012       | 3) Ciclismo y la leyenda "Competing with the best" |                         | 5,40 NAD                          |
| Namibia                  | 16.04.2012       | 4) Atletismo en silla de ruedas y la leyenda "Paralympic glory" |                         | 6,50 NAD                          |
| Sierra Leona             | 30.05.2012       | 1) Atletismo, parte 1 en color verde (HB) |                         | 3600 SLL                          |
| Sierra Leona             | 30.05.2012       | 2) Atletismo, parte 2 en color verde |                         | 3600 SLL                          |
| Sierra Leona             | 30.05.2012       | 3) Atletismo, parte 1 en color magenta |                         | 3600 SLL                          |
| Sierra Leona             | 30.05.2012       | 4) Atletismo, parte 2 en color magenta |                         | 3600 SLL                          |
| Tanzania                 | 30.06.2012       | 1) Baloncesto (HB) | 30,0 x 40,0             | 1300 TZS                          |
| Tanzania                 | 30.06.2012       | 2) Boxeo | 30,0 x 40,0             | 1300 TZS                          |
| Tanzania                 | 30.06.2012       | 3) Carrera con obstáculos | 30,0 x 40,0             | 1300 TZS                          |
| Tanzania                 | 30.06.2012       | 4) Carrera de fondo | 30,0 x 40,0             | 1300 TZS                          |
| América                  |                  | |                         |                                   |
| Antigua y Barbuda        | 18.06.2012       | 1) Gimnasia rítmica (HB) |                         | 2,20 XCD                          |
| Antigua y Barbuda        | 18.06.2012       | 2) Atletismo (carrera de vallas) |                         | 2,20 XCD                          |
| Antigua y Barbuda        | 18.06.2012       | 3) Yudo |                         | 2,20 XCD                          |
| Antigua y Barbuda        | 18.06.2012       | 4) Atletismo (carrera de fondo) |                         | 2,20 XCD                          |
| Aruba                    | 05.04.2012       | 1) Carrera de vallas | 35,0 x 25,5             | 5,00 AWG                          |
| Aruba                    | 05.04.2012       | 2) La llama olímpica | 35,0 x 25,5             | 5,00 AWG                          |
| Aruba                    | 05.04.2012       | 3) La palabra OLYMPIA | 35,0 x 25,5             | 5,00 AWG                          |
| Aruba                    | 05.04.2012       | 4) Natación | 35,0 x 25,5             | 5,00 AWG                          |
| Bahamas                  | 12.07.2012       | 1) Boxeo y el Palacio de Westminster con la torre del Big Ben |                         | 0,15 BSD                          |
| Bahamas                  | 12.07.2012       | 2) Salto de altura y la columna de Nelson en la plaza de Trafalgar | 0,50 BSD                |                                   |
| Bahamas                  | 12.07.2012       | 3) Natación y el Puente de la Torre | 0,65 BSD                |                                   |
| Bahamas                  | 12.07.2012       | 4) Atletismo y el Estadio Olímpico | 0,70 BSD                |                                   |
| Canadá                   | 27.06.2012       | 1) Remo y la hoja de arce roja de la bandera de Canadá | 40,0 x 24,0             | P                                 |
| Colombia                 | 27.06.2012       | La hoja bloque muestra el Estadio Olímpico de Londres (HB) 1) Fútbol, lanzamiento de peso y tenis | 30,0 x 40,0             | 3.000 COP                         |
| Colombia                 | 27.06.2012       | 2) Yudo, boxeo y halterofilia | 30,0 x 40,0             | 3.000 COP                         |
| Colombia                 | 27.06.2012       | 3) Atletismo, ciclismo e hípica | 30,0 x 40,0             | 3.000 COP                         |
| Colombia                 | 27.06.2012       | 4) Lucha, natación y esgrima | 30,0 x 40,0             | 3.000 COP                         |
| Colombia                 | 18.12.2012       | 5) Las diez medallas obtenidas por Colombia (dos en los Juegos Paralímpicos) con el nombre del deportista correspondiente, el pictograma del deporte en el que participó y el nombre de la competición                                 | 40,0 x 52,0             | 1.800 COP                         |
| Colombia                 | 18.12.2012       | 6) Mismo diseño que el anterior La hoja bloque muestra las fotografías de los medallistas (HB) | 60,0 x 80,0             | 30.000 COP                        |
| Costa Rica               | 25.06.2012       | 1) Atletismo (HB) | 40,0 x 25,0 (102 x 160) | 365 CRC                           |
| Costa Rica               | 25.06.2012       | 2) Taekwondo | 40,0 x 25,0 (102 x 160) | 435 CRC                           |
| Cuba                     | 05.07.2012       | Imágenes de siete campeones olímpicos cubanos: 1) Orlando Martínez en boxeo en los Juegos Olímpicos de Múnich 1972 (peso gallo) |                         | 0,10 CUP                          |
| Cuba                     | 05.07.2012       | 2) Teófilo Stevenson en boxeo en los Juegos Olímpicos de Múnich 1972, Montreal 1976 y Moscú 1980 (peso pesado) | 0,15 CUP                |                                   |
| Cuba                     | 05.07.2012       | 3) Alberto Juantorena en atletismo en los Juegos Olímpicos de Montreal 1976 (400 m y 800 m) | 0,20 CUP                |                                   |
| Cuba                     | 05.07.2012       | 4) María Caridad Colón en atletismo en los Juegos Olímpicos de Moscú 1980 (jabalina) | 0,50 CUP                |                                   |
| Cuba                     | 05.07.2012       | 5) Driulis González en Atlanta 1996 (-56 kg) | 0,65 CUP                |                                   |
| Cuba                     | 05.07.2012       | 6) Mireya Luis en voleibol en los Juegos Olímpicos de Barcelona 1992, Atlanta 1996 y Sídney 2000 | 0,90 CUP                |                                   |
| Cuba                     | 05.07.2012       | 7) Javier Sotomayor en atletismo en los Juegos Olímpicos de Barcelona 1992 (salto de altura) (HB) En la hoja bloque se ve a la delegación cubana desfilando en la ceremonia de apertura de Barcelona 1992                              |                         | 1,00 CUP                          |
| Granada                  | 27.07.2012       | 1) El logotipo de los Juegos en color rosa La hoja bloque muestra una vista de Londres desde el río Támesis con el London Eye en primer plano (HB)                                                                                     |                         | 1,50 XCD                          |
| Granada                  | 27.07.2012       | 2) El logotipo en color naranja |                         | 1,50 XCD                          |
| Granada                  | 27.07.2012       | 3) El logotipo en color azul |                         | 1,50 XCD                          |
| Granada                  | 27.07.2012       | 4) El logotipo en color verde |                         | 1,50 XCD                          |
| Guyana                   | 27.07.2012       | 1) Wenlock, mascota de los Juegos (HB) |                         | 125 GYD                           |
| Guyana                   | 27.07.2012       | 2) Mandeville, mascota de los Juegos |                         | 125 GYD                           |
| Islas Caimán             | 02.08.2012       | 1) Carrera de velocidad |                         | 0,25 KYD                          |
| Islas Caimán             | 02.08.2012       | 2) Carrera con vallas | 0,50 KYD                |                                   |
| Islas Caimán             | 02.08.2012       | 3) Natación estilo mariposa | 0,75 KYD                |                                   |
| Islas Caimán             | 02.08.2012       | 4) Carrera de fondo | 0,80 KYD                |                                   |
| Islas Caimán             | 02.08.2012       | 4) Natación estilo libre | 1,60 KYD                |                                   |
| Paraguay                 | 09.08.2012       | 1) Yudo | 35,0 x 45,0             | 1.000 PYG                         |
| Paraguay                 | 09.08.2012       | 2) Lanzamiento de jabalina | 35,0 x 45,0             | 1.000 PYG                         |
| Paraguay                 | 09.08.2012       | 3) Atletismo | 35,0 x 45,0             | 1.000 PYG                         |
| Paraguay                 | 09.08.2012       | 4) Tenis | 35,0 x 45,0             | 1.000 PYG                         |
| Paraguay                 | 09.08.2012       | 5) Tenis de mesa | 35,0 x 45,0             | 1.000 PYG                         |
| Paraguay                 | 09.08.2012       | 6) Natación y remo | 35,0 x 45,0             | 1.000 PYG                         |
| Paraguay                 | 09.08.2012       | 7) Fotos de tres de los deportistas paraguayos participantes en los Juegos: Augusto Stanley (atletismo), Leryn Franco (lanzamiento de jabalina) y Verónica Cepede Royg (tenis) La hoja bloque muestra los otros cinco deportistas (HB) | 35,0 x 45,0             | 4.000 PYG                         |
| Paraguay                 | 09.08.2012       | 8) Imagen del nadador Benjamín Hockin, abanderado paraguayo en la ceremonia de apertura de los Juegos | 35,0 x 45,0             | 4.000 PYG                         |
| San Pedro y Miquelón     | 27.07.2012       | 1) Boxeo | 41,0 x 41,0             | 1,07 EUR                          |
| Surinam                  | 15.08.2012       | 1) Bádminton |                         | 0,50 SRD                          |
| Surinam                  | 15.08.2012       | 2) Cilcismo | 1,00 SRD                |                                   |
| Surinam                  | 15.08.2012       | 3) Saltos | 1,50 SRD                |                                   |
| Surinam                  | 15.08.2012       | 4) Hípica | 2,00 SRD                |                                   |
| Surinam                  | 15.08.2012       | 5) Gimnasia artística | 2,50 SRD                |                                   |
| Surinam                  | 15.08.2012       | 6) Lanzamiento de martillo | 3,00 SRD                |                                   |
| Surinam                  | 15.08.2012       | 7) Lanzamiento de jabalina | 3,50 SRD                |                                   |
| Surinam                  | 15.08.2012       | 8) Salto de longitud | 4,00 SRD                |                                   |
| Surinam                  | 15.08.2012       | 9) Carrera de relevos | 4,50 SRD                |                                   |
| Surinam                  | 15.08.2012       | 10) Remo | 5,00 SRD                |                                   |
| Surinam                  | 15.08.2012       | 11) Natación | 5,50 SRD                |                                   |
| Surinam                  | 15.08.2012       | 12) Tenis | 7,00 SRD                |                                   |
| Uruguay                  | 30.03.2012       | 1) Fútbol y la escultura ArcelorMittal Orbit, ubicada en el Parque Olímpico | 50,0 x 35,0             | 15,00 UYU                         |
| Uruguay                  | 30.03.2012       | 2) Ciclismo y la Catedral de San Pablo | 50,0 x 35,0             | 15,00 UYU                         |
| Uruguay                  | 30.03.2012       | 3) Vela y el Puente de la Torre | 50,0 x 35,0             | 15,00 UYU                         |
| Uruguay                  | 30.03.2012       | 4) Atletismo y el Palacio de Westminster con la torre del Big Ben | 50,0 x 35,0             | 15,00 UYU                         |
| Asia                     |                  | |                         |                                   |
| Armenia                  | 30.11.2012       | 1) Boxeo | 29,7 x 29,7             | 170 AMD                           |
| Armenia                  | 30.11.2012       | 2) Halterofilia | 29,7 x 29,7             | 200 AMD                           |
| Armenia                  | 30.11.2012       | 3) Lucha | 29,7 x 29,7             | 230 AMD                           |
| China                    | 27.07.2012       | 1) Fútbol, el logotipo de los Juegos y el Palacio de Westminster con la torre del Big Ben | 33,0 x 33,0             | 1,20 CNY                          |
| China                    | 27.07.2012       | 2) Hípica y el logotipo de los Juegos | 33,0 x 33,0             | 1,20 CNY                          |
| China                    | 27.07.2012       | 3) Tenis, Wenlock (la mascota de los Juegos) y el London Eye | 33,0 x 33,0             | 1,20 CNY                          |
| China                    | 27.07.2012       | 4) Atletismo, Wenlock y el Puente de la Torre | 33,0 x 33,0             | 1,20 CNY                          |
| Corea del Norte          | 03.05.2012       | 1) Atletismo |                         | 10,00 KPW                         |
| Corea del Norte          | 03.05.2012       | 2) Yudo | 30,00 KPW               |                                   |
| Corea del Norte          | 03.05.2012       | 3) Gimnasia rítmica | 70,00 KPW               |                                   |
| Corea del Norte          | 03.05.2012       | 4) Natación | 110,00 KPW              |                                   |
| Corea del Sur            | 27.07.2012       | 1) Natación y el Puente de la Torre | 25,5 x 35,5             | 270 KRW                           |
| Corea del Sur            | 27.07.2012       | 2) Tiro con arco y el Big Ben | 25,5 x 35,5             | 270 KRW                           |
| Filipinas                | 27.07.2012       | El logotipo de los Juegos, el emblema del Comité Olímpico Filipino y la ilustración iconográfica de un deporte 1) Atletismo | 40,0 x 30,0             | 7,00 PHP                          |
| Filipinas                | 27.07.2012       | 2) Boxeo | 40,0 x 30,0             | 7,00 PHP                          |
| Filipinas                | 27.07.2012       | 3) Natación | 40,0 x 30,0             | 7,00 PHP                          |
| Filipinas                | 27.07.2012       | 4) Tiro olímpico | 40,0 x 30,0             | 7,00 PHP                          |
| Hong Kong                | 27.07.2012       | 1) Remo y vela (HB) | 35,0 x 35,0 (135 x 85)  | 1,40 HKD                          |
| Hong Kong                | 27.07.2012       | 2) Tenis y tiro con arco | 35,0 x 35,0 (135 x 85)  | 2,40 HKD                          |
| Hong Kong                | 27.07.2012       | 3) Tenis de mesa y ciclismo | 35,0 x 35,0 (135 x 85)  | 3,00 HKD                          |
| Hong Kong                | 27.07.2012       | 4) Natación y atletismo | 35,0 x 35,0 (135 x 85)  | 5,00 HKD                          |
| India                    | 25.07.2012       | 1) Remo (HB) | 29,0 x 29,0             | 5,00 INR                          |
| India                    | 25.07.2012       | 2) Vela | 29,0 x 29,0             | 5,00 INR                          |
| India                    | 25.07.2012       | 3) Bádminton | 29,0 x 29,0             | 20,00 INR                         |
| India                    | 25.07.2012       | 4) Voleibol | 29,0 x 29,0             | 20,00 INR                         |
| Irak                     | 12.08.2012       | 1) Tiro con arco |                         | 250 IQD                           |
| Irak                     | 12.08.2012       | 2) Gimnasia | 500 IQD                 |                                   |
| Irak                     | 12.08.2012       | 3) Esgrima | 750 IQD                 |                                   |
| Irak                     | 12.08.2012       | 4) Atletismo | 1.000 IQD               |                                   |
| Irak                     | 12.08.2012       | 5) Atletismo, hípica, piragüismo y natación (HB) |                         | 1.000 IQD                         |
| Irak                     | 12.08.2012       | 6) Lanzamiento de jabalina, el Velódromo de Londres y las mascotas Wenlock y Mandeville (HB) | 1.000 IQD               |                                   |
| Israel                   | 26.06.2012       | 1) Gimnasia, el London Eye y un autobús de dos pisos | 40,0 x 30,0             | 2,00 ILS                          |
| Israel                   | 26.06.2012       | 2) Salto de altura y el Puente de la Torre | 40,0 x 30,0             | 2,00 ILS                          |
| Israel                   | 26.06.2012       | 3) Taekwondo y el monumento a la reina Victoria enfrente del Palacio de Buckingham | 40,0 x 30,0             | 4,50 ILS                          |
| Jordania                 | 27.07.2012       | 1) Hípica |                         | 0,02 JOD                          |
| Jordania                 | 27.07.2012       | 2) Fútbol | 0,03 JOD                |                                   |
| Jordania                 | 27.07.2012       | 3) Tenis | 0,04 JOD                |                                   |
| Jordania                 | 27.07.2012       | 4) Piragüismo | 0,05 JOD                |                                   |
| Mongolia                 | 04.07.2012       | 1) El Big Ben, la Torre de Londres y un bus típico londinense | 60,0 x 30,0             | 700 MNT                           |
| Mongolia                 | 04.07.2012       | 2) Tiro con arco, boxeo, yudo, tiro de precisión y lucha | 60,0 x 30,0             | 800 MNT                           |
| Singapur                 | 27.07.2012       | El logotipo de los Juegos y la mascota Wenlock ilustrando un deporte: 1) Tenis de mesa | 48,0 x 30,0             | 1st SGD                           |
| Singapur                 | 27.07.2012       | 2) Natación | 48,0 x 30,0             | 0,65 SGD                          |
| Singapur                 | 27.07.2012       | 3) Vela | 48,0 x 30,0             | 1,10 SGD                          |
| Singapur                 | 27.07.2012       | 4) Bádminton | 48,0 x 30,0             | 2,00 SGD                          |
| Sri Lanka                | 23.07.2012       | El logotipo de los Juegos, los anillos olímpicos, la torre del Big Ben y el dibujo de un deporte (HB) La hoja bloque muestra el Puente de la Torre 1) Atletismo                                                                        | 30,0 x 41,0             | 5,00 LKR                          |
| Sri Lanka                | 23.07.2012       | 2) Natación | 30,0 x 41,0             | 15,00 LKR                         |
| Sri Lanka                | 23.07.2012       | 3) Tiro con rifle | 30,0 x 41,0             | 25,00 LKR                         |
| Sri Lanka                | 23.07.2012       | 4) Bádminton | 30,0 x 41,0             | 75,00 LKR                         |
| Tayikistán               | 19.06.2012       | La hoja bloque muestra el Big Ben, la Torre de Londres y el Estadio Olímpico (HB) 1) Yudo | 28,0 x 40,0 (84 x 109)  | 2,00 TJS                          |
| Tayikistán               | 19.06.2012       | 2) Taekwondo | 28,0 x 40,0 (84 x 109)  | 2,00 TJS                          |
| Tayikistán               | 19.06.2012       | 3) Lanzamiento de martillo | 28,0 x 40,0 (84 x 109)  | 2,00 TJS                          |
| Tayikistán               | 19.06.2012       | 4) Boxeo | 28,0 x 40,0 (84 x 109)  | 2,00 TJS                          |
| Turquía                  | 27.07.2012       | 1) Voleibol y el London Eye (HB) | 41,0 x 25,0             | 0,50 TRY                          |
| Turquía                  | 27.07.2012       | 2) Atletismo y el Puente de la Torre | 41,0 x 25,0             | 1,00 TRY                          |
| Turquía                  | 27.07.2012       | 3) Lucha libre | 41,0 x 25,0             | 1,00 TRY                          |
| Turquía                  | 27.07.2012       | 4) Baloncesto y el Palacio de Buckingham | 41,0 x 25,0             | 2,00 TRY                          |
| Uzbekistán               | 27.07.2012       | 1) Ciclismo en ruta | 42,0 x 30,0             | 800 UZS                           |
| Uzbekistán               | 25.10.2012       | 1) Piragüismo | 42,0 x 30,0             | 900 UZS                           |
| Vietnam                  | 12.07.2012       | 1) Halterofilia | 37,0 x 37,0             | 2.000 VND                         |
| Vietnam                  | 12.07.2012       | 2) Esgrima | 37,0 x 37,0             | 3.500 VND                         |
| Vietnam                  | 12.07.2012       | 3) Gimnasia | 37,0 x 37,0             | 8.500 VND                         |
| Vietnam                  | 12.07.2012       | 4) Taekwondo | 37,0 x 37,0             | 12.000 VND                        |
| Europa                   |                  | |                         |                                   |
| Alemania                 | 12.04.2012       | 1) Natación | 55,0 x 32,8             | 0,90+0,40 EUR                     |
| Andorra                  | 06.07.2012       | 1) Dibujo alusivo al yudo | 26,0 x 40,0             | 0,77 EUR                          |
| Bélgica                  | 21.05.2012       | 1) Atletismo: carrera de relevos (HB) | 40,2 x 27,7 (100 x 166) | 1                                 |
| Bielorrusia              | 21.12.2012       | 1) En color bronce: halterofilia, tenis, gimnasia rítmica y piragüismo | 40,0 x 28,0             | M                                 |
| Bielorrusia              | 21.12.2012       | 2) En color plata: natación, gimnasia rítmica y piragüismo | 40,0 x 28,0             | H                                 |
| Bielorrusia              | 21.12.2012       | 3) En color oro: tenis y tiro | 40,0 x 28,0             | P                                 |
| Bosnia y Herzegovina     | 10.07.2012       | 1) Atletismo, natación, baloncesto y tiro con arco | 42,0 x 35,0             | 2,50 BHK                          |
| Bulgaria                 | 16.07.2012       | 1) Gimnasia rítmica (HB) La hoja bloque muestra gimnastas con los otros cuatro aparatos de la gimnasia rítmica: pelota, cinta, banda y mazas                                                                                           | 44,0 x 29,0 (82,0 x 67) | 1,50 BGN                          |
| Chipre                   | 21.03.2012       | 1) Gimnasia artística | 40,0 x 27,0             | 0,22 EUR                          |
| Chipre                   | 21.03.2012       | 2) Tenis | 40,0 x 27,0             | 0,26 EUR                          |
| Chipre                   | 21.03.2012       | 3) Salto de altura | 40,0 x 27,0             | 0,34 EUR                          |
| Chipre                   | 21.03.2012       | 4) Tiro al plato | 40,0 x 27,0             | 0,43 EUR                          |
| Chipre                   | 14.11.2012       | 5) El ragatista Pavlos Kontides, ganador de la medalla de plata en la clase láser | 40,0 x 27,0             | 0,43 EUR                          |
| Croacia                  | 27.07.2012       | 1) Una llama olímpica y los anillos olímpicos que irradian unos rayos de color rojo y blanco que, con el fondo azul, forman los colores de la bandera británica                                                                        | 29,8 x 35,5             | 3,10 HRK                          |
| Eslovaquia               | 28.06.2012       | 1) Una alegoría que representa una mujer con alas portando una llama olímpica, el perfil de un dios de la mitología griega y la silueta de unos atletas                                                                                | 44,1 x 26,5             | 0,90 EUR                          |
| Eslovenia                | 25.05.2012       | 1) Yudo y vela | 40,8 x 29,1             | 0,77 EUR                          |
| Eslovenia                | 25.05.2012       | 2) Saltos y balonmano | 40,8 x 29,1             | 0,92 EUR                          |
| Eslovenia                | 28.09.2012       | 1) Urška Žolnir, medalla de oro en yudo (–63 kg) | 40,8 x 29,1             | 0,77 EUR                          |
| Estonia                  | 01.06.2012       | 1) Los anillos olímpicos, el logotipo de los Juegos y un lanzador de disco | 33,0 x 37,5             | 1,10 EUR                          |
| Francia                  | 18.06.2012       | 1) Tenis, atletismo y balonmano, de fondo se ve la torre del Big Ben | 80,0 x 26,0             | 0,89 EUR                          |
| Grecia                   | 02.07.2012       | 1) El logotipo de los Juegos y la silueta de los principales puntos turísticos de Londres | 45,0 x 35,0             | 0,78 EUR                          |
| Grecia                   | 02.07.2012       | 2) Dibujo de diferentes deportes olímpicos | 45,0 x 35,0             | 1,70 EUR                          |
| Hungría                  | 22.06.2012       | 1) Natación | 40,0 x 40,0             | 315,00 HUF                        |
| Hungría                  | 22.06.2012       | 2) Piragüismo en aguas tranquilas | 40,0 x 40,0             | 360,00 HUF                        |
| Irlanda                  | 19.07.2012       | 1) Dibujo de un podio con los medallistas | 29,8 x 40,6             | 0,55 EUR                          |
| Irlanda                  | 19.07.2012       | 2) Dibujo alusivo con lon nombres Éire, Ireland y London 2012 | 29,8 x 40,6             | 0,82 EUR                          |
| Isla de Man              | 01.01.2012       | 1) Vela | (220 x 260)             | 0,37 GBP                          |
| Isla de Man              | 01.01.2012       | 2) Ciclismo | (220 x 260)             | 0,38 GBP                          |
| Isla de Man              | 01.01.2012       | 3) Natación | (220 x 260)             | 0,58 GBP                          |
| Isla de Man              | 01.01.2012       | 4) Tenis | (220 x 260)             | 0,68 GBP                          |
| Isla de Man              | 01.01.2012       | 5) Remo | (220 x 260)             | 0,76 GBP                          |
| Isla de Man              | 01.01.2012       | 6) Atletismo | (220 x 260)             | 1,00 GBP                          |
| Isla de Man              | 01.01.2012       | 7) Tiro con arco | (220 x 260)             | 1,15 GBP                          |
| Isla de Man              | 01.01.2012       | 8) Ciclismo: una bicicleta dorada (HB) | (120 x 78)              | 3,00 GBP                          |
| Islandia                 | 03.05.2012       | 1) Balonmano | 33,0 x 48,0             | 250g E                            |
| Letonia                  | 14.07.2012       | 1) Lanzamiento de jabalina | 45,0 x 28,0             | 0,60 LVL                          |
| Letonia                  | 23.11.2012       | 1) Māris Štrombergs, medalla de oro en ciclismo BMX | 30,0 x 37,0             | 0,35 LVL                          |
| Letonia                  | 23.11.2012       | 2) Mārtiņš Pļaviņš y Jānis Šmēdiņš, medalla de bronce en vóley playa | 30,0 x 37,0             | 0,35 LVL                          |
| Liechtenstein            | 14.06.2012       | 1) Natación | 31,5 x 31,5             | 1,00 EUR                          |
| Liechtenstein            | 14.06.2012       | 2) Tenis | 31,5 x 31,5             | 1,40 EUR                          |
| Lituania                 | 09.06.2012       | 1) Boxeo | 30,0 x 34,5             | 3,35 LTL                          |
| Lituania                 | 09.06.2012       | 2) Piragüismo | 30,0 x 34,5             | 3,55 LTL                          |
| Luxemburgo               | 15.05.2012       | 1) El logotipo de los Juegos sobre la bandera del Reino Unido | 44,0 x 33,0             | 1,10 EUR                          |
| Macedonia del Norte      | 24.07.2012       | 1) Atletismo: carrera de vallas |                         | 50,00 MKD                         |
| Macedonia del Norte      | 24.07.2012       | 2) Lucha olímpica | 100,00 MKD              |                                   |
| Malta                    | 27.07.2012       | 1) El logotipo de los Juegos (HB) | 31,0 x 44,0 (120 x 80)  | 0,37 EUR                          |
| Malta                    | 27.07.2012       | 2) Wenlock, la mascota de los Juegos | 31,0 x 44,0 (120 x 80)  | 2,11 EUR                          |
| Moldavia                 | 21.07.2012       | 1) Lucha olímpica | 46,0 x 27,5             | 4,50 MDL                          |
| Moldavia                 | 21.07.2012       | 2) Ciclismo | 46,0 x 27,5             | 5,40 MDL                          |
| Mónaco                   | 17.08.2012       | 1) Los anillos olímpicos y los emblemas de las tres ediciones de Juegos celebradas en Londres: 1908, 1948 y 2012 | 40,8 x 30,0             | 1,35 EUR                          |
| Montenegro               | 08.06.2012       | 1) El logotipo de los Juegos y gimnasia rítmica | 42,0 x 28,0             | 0,90 EUR                          |
| Montenegro               | 08.06.2012       | 2) El logotipo y un discóbolo | 42,0 x 28,0             | 0,95 EUR                          |
| Polonia                  | 27.07.2012       | La hoja bloque muestra la silueta de los principales símbolos turísticos de Londres (HB): 1) Remo | 43,0 x 31,2             | 1,55 PLN                          |
| Polonia                  | 27.07.2012       | 2) Voleibol | 43,0 x 31,2             | 1,95 PLN                          |
| Polonia                  | 27.07.2012       | 3) Halterofilia | 43,0 x 31,2             | 2,40 PLN                          |
| Polonia                  | 27.07.2012       | 4) Lanzamiento de peso | 43,0 x 31,2             | 3,00 PLN                          |
| Portugal                 | 19.06.2012       | 1) Atletismo | 30,6 x 40,0             | N                                 |
| Portugal                 | 19.06.2012       | 2) Esgrima | 30,6 x 40,0             | I                                 |
| República Checa          | 20.06.2012       | 1) Lanzamiento de jabalina y el logotipo de los Juegos | 64,0 x 23,0             | 20,00 CZK                         |
| Rumania                  | 27.07.2012       | 1) Gimnasia (HB) | 48,0 x 33,0 (150 x 90)  | 1,20 RON                          |
| Rumania                  | 27.07.2012       | 2) Piragüismo (HB) | 48,0 x 33,0 (150 x 90)  | 1,40 RON                          |
| Rumania                  | 27.07.2012       | 3) Esgrima (HB) | 48,0 x 33,0 (150 x 90)  | 2,10 RON                          |
| Rumania                  | 27.07.2012       | 4) Atletismo (HB) | 48,0 x 33,0 (150 x 90)  | 6,00 RON                          |
| Rusia                    | 26.07.2012       | 1) El logotipo oficial de los Juegos Olímpicos de Londres 2012 (HB) La hoja bloque muestra un mapa de Londres con la ruta del maratón                                                                                                  | 37,0 x 37,0 (110 x 90)  | 50,00 RUB                         |
| San Marino               | 13.06.2012       | 1) Una sacerdotisa griega y una llama olímpica | 56,0 x 39,0             | 0,50 EUR                          |
| San Marino               | 13.06.2012       | 2) Natación | 56,0 x 39,0             | 0,50 EUR                          |
| San Marino               | 13.06.2012       | 3) Atletismo | 56,0 x 39,0             | 0,50 EUR                          |
| San Marino               | 13.06.2012       | 4) Tiro deportivo | 56,0 x 39,0             | 0,50 EUR                          |
| Serbia                   | 27.07.2012       | 1) Un estadio coronado por una gran llama olímpica |                         | 44,00 RSD                         |
| Serbia                   | 27.07.2012       | 2) La silueta de las principales atracciones turísticas de Londres contenidas en un estadio | 77,00 RSD               |                                   |
| Ucrania                  | 27.07.2012       | 1) Piragüismo (HB) | 33,0 x 33,0 (175 x 95)  | 2,00 UAH                          |
| Ucrania                  | 27.07.2012       | 2) Atletismo en pista | 33,0 x 33,0 (175 x 95)  | 2,00 UAH                          |
| Ucrania                  | 27.07.2012       | 3) Salto de altura | 33,0 x 33,0 (175 x 95)  | 2,50 UAH                          |
| Ucrania                  | 27.07.2012       | 4) Lanzamiento de peso | 33,0 x 33,0 (175 x 95)  | 5,30 UAH                          |
| Oceanía                  |                  | |                         |                                   |
| Australia                | 05.06.2012       | «Camino a Londres» 1) Los anillos olímpicos, la bandera de Australia, un típico autobús de dos pisos londrinense y la silueta de tres símbolos de Londres: la Catedral de San Pablo, el Big Ben y el London Eye                        | 26,0 x 37,5             | 0,60 AUD                          |
| Australia                | 17.07.2012       | «Los Juegos de Londres 2012» (HB) 1) Natación | 37,5 x 26,0 (135 x 72)  | 0,60 AUD                          |
| Australia                | 17.07.2012       | 2) Salto con pértiga | 37,5 x 26,0 (135 x 72)  | 1,60 AUD                          |
| Australia                | 17.07.2012       | 3) Remo | 37,5 x 26,0 (135 x 72)  | 2,35 AUD                          |
| Australia                | 30.07.2012       | «Londres 2012 - Medallistas de oro» 1) Alicia Coutts, Cate Campbell, Brittany Elmslie y Melanie Schlanger en natación (4 x 100 m libre)                                                                                                | 35,0 x 35,0             | 0,60 AUD                          |
| Australia                | 09.08.2012       | «Londres 2012 - Medallistas de oro» 2) Tom Slingsby en vela (Laser) | 35,0 x 35,0             | 0,60 AUD                          |
| Australia                | 10.08.2012       | «Londres 2012 - Medallistas de oro» 3) Anna Meares en ciclismo en pista (velocidad ind.) | 35,0 x 35,0             | 0,60 AUD                          |
| Australia                | 13.08.2012       | «Londres 2012 - Medallistas de oro» 4) Sally Pearson en atletismo (100 m con vallas) | 35,0 x 35,0             | 0,60 AUD                          |
| Australia                | 13.08.2012       | 5) Iain Jensen y Nathan Outteridge en vela (49er) | 35,0 x 35,0             | 0,60 AUD                          |
| Australia                | 13.08.2012       | 6) Jacob Clear, David Smith, Tate Smith y Murray Stewart en piragüismo (K-4 1000 m) | 35,0 x 35,0             | 0,60 AUD                          |
| Australia                | 13.08.2012       | 7) Mathew Belcher y Malcolm Page en vela (470) | 35,0 x 35,0             | 0,60 AUD                          |
| Islas Cook               | 22.06.2012       | 1) Natación (HB) La hoja bloque muestra la silueta de algunos edificios representativos de Londres |                         | 0,80 NZD                          |
| Islas Cook               | 22.06.2012       | 2) Un mapa de las islas británicas | 0,90 NZD                |                                   |
| Islas Cook               | 22.06.2012       | 3) Vela | 2,00 NZD                |                                   |
| Islas Salomón            | 05.06.2012       | 1) Piragüismo (HB) | 48,0 x 37,0             | 27,00 SBD                         |
| Islas Salomón            | 05.06.2012       | 2) Carrera atlética | 48,0 x 37,0             | 9,00 SBD                          |
| Islas Salomón            | 05.06.2012       | 3) Ciclismo en pista | 48,0 x 37,0             | 9,00 SBD                          |
| Islas Salomón            | 05.06.2012       | 4) Yudo | 48,0 x 37,0             | 9,00 SBD                          |
| Islas Salomón            | 05.06.2012       | 5) Lanzamiento de disco | 48,0 x 37,0             | 9,00 SBD                          |
| Micronesia               | 30.05.2012       | 1) Halterofilia (HB) La hoja bloque muestra la llama olímpica |                         | 0,80 USD                          |
| Micronesia               | 30.05.2012       | 2) Tiro con arco |                         | 0,80 USD                          |
| Micronesia               | 30.05.2012       | 3) Tenis |                         | 0,80 USD                          |
| Micronesia               | 30.05.2012       | 4) Hípica |                         | 0,80 USD                          |
| Palaos                   | 26.03.2012       | 1) Tenis (HB) |                         | 0,98 USD                          |
| Palaos                   | 26.03.2012       | 2) Natación |                         | 0,98 USD                          |
| Palaos                   | 26.03.2012       | 3) Halterofilia |                         | 0,98 USD                          |
| Palaos                   | 26.03.2012       | 4) Baloncesto |                         | 0,98 USD                          |
| Papúa Nueva Guinea       | 27.07.2012       | La ilustración de un deporte (HB) La hoja bloque muestra la silueta del Palacio de Westminster con el Big Ben 1) Halterofilia | 30,0 x 50,0 (145 x 100) | 0,50 PGK                          |
| Papúa Nueva Guinea       | 27.07.2012       | 2) Natación | 30,0 x 50,0 (145 x 100) | 0,55 PGK                          |
| Papúa Nueva Guinea       | 27.07.2012       | 3) Atletismo | 30,0 x 50,0 (145 x 100) | 1,00 PGK                          |
| Papúa Nueva Guinea       | 27.07.2012       | 4) Boxeo (HB) La hoja bloque muestra la silueta del Puente de la Torre | 30,0 x 50,0 (100 x 70)  | 5,00 PGK                          |
| Tonga                    | 25.06.2012       | 1) Boxeo (HB) | (120 x 75)              | 0,45 TOP                          |
| Tonga                    | 25.06.2012       | 2) Atletismo | (120 x 75)              | 1,40 TOP                          |
| Tonga                    | 25.06.2012       | 3) Natación | (120 x 75)              | 3,40 TOP                          |
| Tuvalu                   | 30.05.2012       | Tres medallas circulares (HB) 1) Medalla de oro |                         | 0,50 TVD                          |
| Tuvalu                   | 30.05.2012       | 2) Medalla de plata |                         | 0,50 TVD                          |
| Tuvalu                   | 30.05.2012       | 3) Medalla de bronce |                         | 0,50 TVD                          |
| Tuvalu                   | 30.05.2012       | 4) Diseño alusivo (HB) |                         | 1,50 TVD                          |